# Roman Smolorz
Roman Paul Smolorz (ur. 1967 w Bytomiu) – niemiecki historyk.
Studia magisterskie i doktoranckie w Ratyzbonie. Zajmuje się historią Europy Środkowo-Wschodniej oraz Bawarii.

## Publikacje (wybrane)
- Der real existierende Sozialismus am Beispiel des polnischen Bergbaus 1945-1956 / Roman Paul Smolorz. - Marburg: Tectum Verl., 2002. - 226 S.: Ill.; graph. Darst. (Edition Wissenschaft Reihe Geschichte; 70). ISBN 3-8288-1200-7
- Zwangsarbeit im "Dritten Reich" am Beispiel Regensburgs / Roman P. Smolorz. - Regensburg: Stadtarchiv Regensburg, 2003. - 239 S.: Ill. (Regensburger Studien; 8). ISBN 3-935052-30-8 *(gemeinsam mit Adam Dziuba) Die Aufdeckung und Bekämpfung des "revisionistischen Elements" in der Woiwodschaft Kattowitz in den fünfziger und sechziger Jahren, in: Jahrbücher für Geschichte Osteuropas, Stuttgart, N.F. 51 (2003), S. 254-280
- Verwaltung mit Rechtsbefugnissen im stalinistischen Polen: die Spezialkommission zur Bekämpfung von Wirtschaftsschädigung und Wirtschaftsmissbrauch / Roman P. Smolorz. - Regensburg: Sophia-Verl., 2004. - 40 S.: Ill.; Beil. (Regensburger Hefte zur Geschichte und Kultur im östlichen Europa; 1). ISBN 3-9803179-1-9
- Displaced Persons (DPs) : Autoritäten und Anführer im angehenden Kalten Krieg im östlichen Bayern / Roman P. Smolorz. - Regensburg: Stadtarchiv Regensburg, 2006. - 146 S.: zahlr. Ill. (Regensburger Studien; 11). ISBN 3-935052-53-7
- Juden auf der Durchreise. Die Regensburger Jewish Community 1945-1950 (Regensburger Studien, Band 16). Stadtarchiv Regensburg, Regensburg 2010, ISBN 978-3-935052-87-0